# Agromyza artonia
Agromyza artonia är en tvåvingeart som beskrevs av Garg 1971. Agromyza artonia ingår i släktet Agromyza och familjen minerarflugor. Inga underarter finns listade i Catalogue of Life.